# Tornei di tennis femminili nel 1928
Prima della nascita del WTA Tour, ossia l'apertura alle tenniste professioniste dei tornei che prima di quell'anno erano riservati alle tenniste dilettanti, tutti gli eventi più importanti erano amatoriali, tra questi c'erano i tornei del Grande Slam: gli Australian Championships, gli Internazionali di Francia, il Torneo di Wimbledon e gli U.S. National Championships.

## Calendario

### Gennaio
| Settimana  | Torneo                                                                            | Vincitore                                              | Finalista                              | Semifinalisti | Eliminati ai quarti |
| ---------- | --------------------------------------------------------------------------------- | ------------------------------------------------------ | -------------------------------------- | ------------- | ------------------- |
| 1º gennaio | Beausite First Meeting 1928 Cannes, Francia Singolare - Doppio                    | Eileen Bennett 4-6 7-5 6-3                             | Madge Slaney                           |               |                     |
| 1º gennaio | Beausite First Meeting 1928 Cannes, Francia Singolare - Doppio                    | Eileen Bennett Elizabeth Ryan 6-1 6-4                  | Miss Fraser E. Petchell                |               |                     |
| 1º gennaio | Beausite First Meeting 1928 Cannes, Francia Singolare - Doppio                    | Doppio misto: Jack Hillyard Elizabeth Ryan 6-1 6-3     | Charles Aeschlimann E. Petchell        |               |                     |
| 16 gennaio | New Courts Club Championships 1928 Cannes, Francia Singolare - Doppio             | Eileen Bennett 6-4 6-2                                 | Elizabeth Ryan                         |               |                     |
| 16 gennaio | New Courts Club Championships 1928 Cannes, Francia Singolare - Doppio             | Elizabeth Ryan Phyllis Satterthwaite walkover          | Elsa Haylock Ermyntrude Harvey         |               |                     |
| 16 gennaio | New Courts Club Championships 1928 Cannes, Francia Singolare - Doppio             | Doppio misto: Henri Cochet Eileen Bennett 6-3 6-3      | Erik Worm Elizabeth Ryan               |               |                     |
| 17 gennaio | Queen's Covered Court Championships 1928 Londra, Gran Bretagna Singolare - Doppio | Peggy Saunders 6-0 7-5                                 | Joan Lycett                            |               |                     |
| 17 gennaio | Queen's Covered Court Championships 1928 Londra, Gran Bretagna Singolare - Doppio |                                                        |                                        |               |                     |
| 17 gennaio | Queen's Covered Court Championships 1928 Londra, Gran Bretagna Singolare - Doppio | Doppio misto: Gordon Crole-Rees Peggy Saunders 6-2 6-2 | Major Ritchie Joan Ridley              |               |                     |
| 23 gennaio | Metropole Club Championships 1928 Cannes, Francia Singolare - Doppio              | Elizabeth Ryan 6-1 6-1                                 | Phyllis Satterthwaite                  |               |                     |
| 23 gennaio | Metropole Club Championships 1928 Cannes, Francia Singolare - Doppio              | Elizabeth Ryan Phyllis Satterthwaite 6-2 6-4           | Eileen Bennett Betty Nuthall           |               |                     |
| 23 gennaio | Metropole Club Championships 1928 Cannes, Francia Singolare - Doppio              | Doppio misto: Jack Hillyard Elizabeth Ryan 6-3 2-6 6-1 | Henri Cochet Eileen Bennett            |               |                     |
| 30 gennaio | Gallia Club Championships 1928 Cannes, Francia Singolare - Doppio                 | Eileen Bennett 8-6 6-3                                 | Elizabeth Ryan                         |               |                     |
| 30 gennaio | Gallia Club Championships 1928 Cannes, Francia Singolare - Doppio                 | Ermyntrude Harvey Elizabeth Ryan 6-3 6-2               | Miss Radcliffe Miss NQ Radcliffe-Platt |               |                     |
| 30 gennaio | Gallia Club Championships 1928 Cannes, Francia Singolare - Doppio                 | Doppio misto: Henri Cochet Eileen Bennett 5-7 6-3 6-3  | Erik Worm Elizabeth Ryan               |               |                     |
| 30 gennaio | Australian Championships 1928 Sydney, Australia Erba Singolare - Doppio           | Daphne Akhurst 7-5, 6-2                                | Esna Boyd                              |               |                     |
| 30 gennaio | Australian Championships 1928 Sydney, Australia Erba Singolare - Doppio           | Daphne Akhurst Esna Boyd 6-3, 6-1                      | Kathrine Le Messurier Dorothy Weston   |               |                     |

### Febbraio
| Settimana   | Torneo                                                                        | Vincitore                                                  | Finalista                           | Semifinalisti | Eliminati ai quarti |
| ----------- | ----------------------------------------------------------------------------- | ---------------------------------------------------------- | ----------------------------------- | ------------- | ------------------- |
| 5 febbraio  | Casino Heights Invitational 1928 New York, USA Singolare - Doppio             | Molla Bjurstedt                                            | Eleanor Goss                        |               |                     |
| 5 febbraio  | Casino Heights Invitational 1928 New York, USA Singolare - Doppio             |                                                            |                                     |               |                     |
| 6 febbraio  | Carlton Club Championships 1928 Cannes, Francia Singolare - Doppio            | Elizabeth Ryan 6-3 1-6 6-0                                 | Helene Contostavlos                 |               |                     |
| 6 febbraio  | Carlton Club Championships 1928 Cannes, Francia Singolare - Doppio            | Eileen Bennett Elsa Haylock walkover                       | Ermyntrude Harvey Eliabeth Ryan     |               |                     |
| 6 febbraio  | Carlton Club Championships 1928 Cannes, Francia Singolare - Doppio            | Doppio misto: Erik Worm Elizabeth Ryan 6-2 6-2             | Placido Gaslini Elizabeth Corbiere  |               |                     |
| 12 febbraio | French Covered Court Championships 1928 Parigi, Francia Singolare - Doppio    | Suzanne Deve 1-6 12-10 8-6                                 | Germaine Golding                    |               |                     |
| 12 febbraio | French Covered Court Championships 1928 Parigi, Francia Singolare - Doppio    | Marie Conquet Suzanne Deve 4-6 6-2 6-2                     | Germaine Golding Jeanne Vaussard    |               |                     |
| 12 febbraio | French Covered Court Championships 1928 Parigi, Francia Singolare - Doppio    | Doppio misto: Edouard Thurneyssen Suzanne Deve 7-9 6-4 9-7 | E. Broquedis Germaine Charnelet     |               |                     |
| 13 febbraio | Nice First Meeting 1928 Nizza, Francia Singolare - Doppio                     | Elizabeth Ryan 6-4 6-2                                     | Eileen Bennett                      |               |                     |
| 13 febbraio | Nice First Meeting 1928 Nizza, Francia Singolare - Doppio                     | Eileen Bennett Elizabeth Ryan 6-1 6-3                      | Mrs Endicott Mrs Elizabeth Corbiere |               |                     |
| 13 febbraio | Nice First Meeting 1928 Nizza, Francia Singolare - Doppio                     | Doppio misto: Henri Cochet Eileen Bennett 6-0 2-6 6-3      | Erik Worm Elizabeth Ryan            |               |                     |
| 20 febbraio | Beaulieu First Meeting 1928 Beaulieu-sur-Mer, Francia Singolare - Doppio      | Elizabeth Ryan 6-2 6-0                                     | Phyllis Satterthwaite               |               |                     |
| 20 febbraio | Beaulieu First Meeting 1928 Beaulieu-sur-Mer, Francia Singolare - Doppio      | Elizabeth Ryan Gwen Sterry 2-6 6-2 6-2                     | Kea Bouman Phyllis Satterthwaite    |               |                     |
| 20 febbraio | Beaulieu First Meeting 1928 Beaulieu-sur-Mer, Francia Singolare - Doppio      | Doppio misto: Jack Hillyard Elizabeth Ryan 6-4 8-6         | Bela von Kehrling Kea Bouman        |               |                     |
| 24 febbraio | Bermuda International Championships 1928 Hamilton, Bermuda Singolare - Doppio | Alice Francis 6-3 6-1                                      | Gladys Hutchings                    |               |                     |
| 24 febbraio | Bermuda International Championships 1928 Hamilton, Bermuda Singolare - Doppio | Lilian Hester Alice Francis 11-9 7-5                       | Penelope Anderson Mrs Hubbard       |               |                     |
| 24 febbraio | Bermuda International Championships 1928 Hamilton, Bermuda Singolare - Doppio | Doppio misto: J. O'Connell Alice Francis 9-7 6-3           | F. Gosling Gladys Hutchings         |               |                     |
| 25 febbraio | South Australian Championships 1928 Adelaide, Australia Singolare - Doppio    | Kathrine Le Messurier 6-2 6-1                              | Gladys Toyne                        |               |                     |
| 25 febbraio | South Australian Championships 1928 Adelaide, Australia Singolare - Doppio    | Kath Le Mesurier Dorothy Weston 6-4 6-2                    | N. Hamilton Edna Lawrence           |               |                     |
| 25 febbraio | South Australian Championships 1928 Adelaide, Australia Singolare - Doppio    | Doppio misto: R.L. Shepherd Kath Le Messurier 6-2 6-0      | E.T. Rowe Dorothy Weston            |               |                     |

### Marzo
| Settimana | Torneo                                                                               | Vincitore                                                             | Finalista                                 | Semifinalisti | Eliminati ai quarti |
| --------- | ------------------------------------------------------------------------------------ | --------------------------------------------------------------------- | ----------------------------------------- | ------------- | ------------------- |
| 3 marzo   | La Festa Country Club Championships 1928 Monte Carlo, Monte Carlo Singolare - Doppio | Eileen Bennett 6-3 7-5                                                | Cristobel Hardie                          |               |                     |
| 3 marzo   | La Festa Country Club Championships 1928 Monte Carlo, Monte Carlo Singolare - Doppio | Cristobel Hardie Peggy Saunders walkover                              | Ermyntrude Harvey Phyllis Satterthwaite   |               |                     |
| 3 marzo   | La Festa Country Club Championships 1928 Monte Carlo, Monte Carlo Singolare - Doppio | Doppio misto: Henri Cochet Eileen Bennett                             | Bela von Kehrling Lilí de Álvarez         |               |                     |
| 5 marzo   | Riviera Championships 1928 Mentone, Francia Singolare - Doppio                       | Lilí de Álvarez 6-4 7-5                                               | Lucia Valerio                             |               |                     |
| 5 marzo   | Riviera Championships 1928 Mentone, Francia Singolare - Doppio                       | Dorothea Lambert Chambers Peggy Saunders 6-3 6-4                      | Eileen Bennett Lilí de Álvarez            |               |                     |
| 5 marzo   | Riviera Championships 1928 Mentone, Francia Singolare - Doppio                       | Doppio misto: Bela von Kehrling Cilly Aussem 6-3 8-6                  | Henri Cochet Eileen Bennett               |               |                     |
| 5 marzo   | Florida State Championships 1928 Palm Beach, USA Singolare - Doppio                  | Eleanor Goss 6-1 4-6 6-1                                              | Claire Cassel                             |               |                     |
| 5 marzo   | Florida State Championships 1928 Palm Beach, USA Singolare - Doppio                  | E. Choate Eleanor Goss 6-4 4-6 6-4                                    | Mrs L. Morris Mrs Bernard Stenz           |               |                     |
| 12 marzo  | South of France Championships 1928 Nizza, Francia Singolare - Doppio                 | Paula von Reznicek 6-3 6-2                                            | Cilly Aussem                              |               |                     |
| 12 marzo  | South of France Championships 1928 Nizza, Francia Singolare - Doppio                 | Cilly Aussem Betty Nuthall                                            | Mrs Elizabeth Corbiere Mrs Ellia Endicott |               |                     |
| 12 marzo  | South of France Championships 1928 Nizza, Francia Singolare - Doppio                 | Doppio misto: Charles Aeschlimann Mrs Elizabeth Corbiere 4-6 6-4, 6-1 | Arthur Wallis Myers Cilly Aussem          |               |                     |
| 19 marzo  | Côte d'Azur Championships 1928 Cannes, Francia Singolare - Doppio                    | Cilly Aussem 6-3 6-0                                                  | Mrs Elizabeth Corbiere                    |               |                     |
| 19 marzo  | Côte d'Azur Championships 1928 Cannes, Francia Singolare - Doppio                    | Ermyntrude Harvey Mme Taunay 6-3 8-6                                  | Mrs Coleman E. Petchell                   |               |                     |
| 19 marzo  | Côte d'Azur Championships 1928 Cannes, Francia Singolare - Doppio                    | Doppio misto: Charles Aeschlimann Cilly Aussem 6-1 6-4                | L. Dorner Miss Grimond                    |               |                     |
| 25 marzo  | US Indoors 1928 Boston, USA Singolare - Doppio                                       | Edith Sigourney 4-6 6-3 6-1                                           | Mrs Hubbard                               |               |                     |
| 25 marzo  | US Indoors 1928 Boston, USA Singolare - Doppio                                       | Sarah Palfrey Hazel Wightman 6-2 6-0                                  | Mrs Bremer William Shedden                |               |                     |
| 25 marzo  | US Indoors 1928 Boston, USA Singolare - Doppio                                       | Doppio misto: Harry Johnson Hazel Wightman 6-4 6-1                    | Henry Guild Mrs Hubbard                   |               |                     |
| 26 marzo  | Cannes Championships 1928 Cannes, Francia Singolare - Doppio                         | Elizabeth Ryan 6-0 6-2                                                | Cilly Aussem                              |               |                     |
| 26 marzo  | Cannes Championships 1928 Cannes, Francia Singolare - Doppio                         | Elizabeth Ryan Phyllis Satterthwaite 6-1 6-2                          | Ermyntrude Harvey Mme Taunay              |               |                     |
| 26 marzo  | Cannes Championships 1928 Cannes, Francia Singolare - Doppio                         | Doppio misto: Elizabeth Ryan Erik Worm 6-1 6-1                        | Phyllis Satterthwaite Henri Cochet        |               |                     |

### Aprile
| Settimana | Torneo                                                                                | Vincitore                                          | Finalista                             | Semifinalisti | Eliminati ai quarti |
| --------- | ------------------------------------------------------------------------------------- | -------------------------------------------------- | ------------------------------------- | ------------- | ------------------- |
| aprile    | Melbury Hard Court Championships 1928 Melbury, Gran Bretagna Singolare - Doppio       | Elizabeth Ryan                                     | Winifred Beamish                      |               |                     |
| aprile    | Melbury Hard Court Championships 1928 Melbury, Gran Bretagna Singolare - Doppio       |                                                    |                                       |               |                     |
| aprile    | Roehampton Hard Court Championships 1928 Roehampton, Gran Bretagna Singolare - Doppio | Joan Ridley                                        |                                       |               |                     |
| aprile    | Roehampton Hard Court Championships 1928 Roehampton, Gran Bretagna Singolare - Doppio |                                                    |                                       |               |                     |
| 2 aprile  | Torneo di Biarritz 1928 Biarritz, Francia Singolare - Doppio                          | Cilly Aussem 6-2 6-1                               | Jeanne Peyre                          |               |                     |
| 2 aprile  | Torneo di Biarritz 1928 Biarritz, Francia Singolare - Doppio                          |                                                    |                                       |               |                     |
| 2 aprile  | Torneo di Biarritz 1928 Biarritz, Francia Singolare - Doppio                          | Doppio misto: Henri Cochet Cilly Aussem 8-6 6-4    | Edouard Thurneyssen Mme Leconte       |               |                     |
| 4 aprile  | South African Championships 1928 Città del Capo, Sudafrica Singolare - Doppio         | Bobbie Heine 8-6 6-3                               | Billie Tapscott                       |               |                     |
| 4 aprile  | South African Championships 1928 Città del Capo, Sudafrica Singolare - Doppio         | Audrey de Smidt Mrs McJannett 6-2 4-6 6-3          | Bobbie Heine Billie Tapscott          |               |                     |
| 4 aprile  | South African Championships 1928 Città del Capo, Sudafrica Singolare - Doppio         | Doppio misto: Audrey de Smidt G Eaglestone 7-5 6-2 | Mrs McJannett Thompson                |               |                     |
| 9 aprile  | Monte Carlo Third Meeting 1928 Monte Carlo, Monte Carlo Singolare - Doppio            | Lilí de Álvarez 6-2 7-5                            | Phyllis Satterthwaite                 |               |                     |
| 9 aprile  | Monte Carlo Third Meeting 1928 Monte Carlo, Monte Carlo Singolare - Doppio            | Lilí de Álvarez Phyllis Satterthwaite 6-1 6-0      | E. Petchell Bella Pons                |               |                     |
| 9 aprile  | Monte Carlo Third Meeting 1928 Monte Carlo, Monte Carlo Singolare - Doppio            | Doppio misto: Jack Hawkes Lilí de Álvarez 6-1 7-5  | Harry Hopman Bella Pons               |               |                     |
| 14 aprile | North & South Tournament 1928 Pinehurst, USA Singolare - Doppio                       | Alice Francis                                      |                                       |               |                     |
| 14 aprile | North & South Tournament 1928 Pinehurst, USA Singolare - Doppio                       |                                                    |                                       |               |                     |
| 18 aprile | Torneo di Marsiglia 1928 Marsiglia, Francia Singolare - Doppio                        | Cilly Aussem 6-3 6-2                               | Doris Metaxa                          |               |                     |
| 18 aprile | Torneo di Marsiglia 1928 Marsiglia, Francia Singolare - Doppio                        |                                                    |                                       |               |                     |
| 18 aprile | Torneo di Marsiglia 1928 Marsiglia, Francia Singolare - Doppio                        | Doppio misto: Henri Cochet Cilly Aussem 6-4 ?-?    | L. Dorner Doris Metaxa                |               |                     |
| 20 aprile | Mason & Dixon Trophy 1928 White Sulphur Springs, USA Singolare - Doppio               | Alice Francis 6-4 8-6                              | Mrs Bernard Stenz                     |               |                     |
| 20 aprile | Mason & Dixon Trophy 1928 White Sulphur Springs, USA Singolare - Doppio               | Alice Francis Mrs Bernard Stenz 3-6 6-3 7-5        | Mrs DeForest-Candee Mrs Stokes-Weaver |               |                     |
| 20 aprile | Mason & Dixon Trophy 1928 White Sulphur Springs, USA Singolare - Doppio               | Doppio misto: Frank Shields Alice Francis 6-4 7-5  | John Doeg Mrs Bernard Stenz           |               |                     |
| 30 aprile | British Hard Court Championships 1928 Bournemouth, Gran Bretagna Singolare - Doppio   | Elsie Goldsack 8-6 6-3                             | Joan Ridley                           |               |                     |
| 30 aprile | British Hard Court Championships 1928 Bournemouth, Gran Bretagna Singolare - Doppio   | Betty Nuthall Phoebe Holcroft-Watson 6-2 6-3       | Dorothy Shepherd-Barron Gwen Sterry   |               |                     |
| 30 aprile | British Hard Court Championships 1928 Bournemouth, Gran Bretagna Singolare - Doppio   | Doppio misto: Henri Cochet Eileen Bennett 9-7 6-2  | H.K. Lester Joan Ridley               |               |                     |

### Maggio
| Settimana | Torneo                                                                                          | Vincitore                                                     | Finalista                              | Semifinalisti | Eliminati ai quarti |
| --------- | ----------------------------------------------------------------------------------------------- | ------------------------------------------------------------- | -------------------------------------- | ------------- | ------------------- |
| 14 maggio | West Kensington Hard Court Championships 1928 West Kensington, Gran Bretagna Singolare - Doppio | Elizabeth Ryan 6-1 6-2                                        | Ermyntrude Harvey                      |               |                     |
| 14 maggio | West Kensington Hard Court Championships 1928 West Kensington, Gran Bretagna Singolare - Doppio | Ermyntrude Harvey Elizabeth Ryan                              | Elsie Goldsack Joan Ridley             |               |                     |
| 14 maggio | West Kensington Hard Court Championships 1928 West Kensington, Gran Bretagna Singolare - Doppio | Doppio misto: Torneo non terminato                            |                                        |               |                     |
| 21 maggio | Surrey Championships 1928 Surbiton, Gran Bretagna Singolare - Doppio                            | Elsie Goldsack 6-4 6-2                                        | Joan Ridley                            |               |                     |
| 21 maggio | Surrey Championships 1928 Surbiton, Gran Bretagna Singolare - Doppio                            | Peggy Saunders Gwen Sterry 6-3 3-6 6-3                        | Phyllis Covell Dorothy Shepherd-Barron |               |                     |
| 21 maggio | Surrey Championships 1928 Surbiton, Gran Bretagna Singolare - Doppio                            | Doppio misto: Gordon Crole-Rees Dorothy Alexander 6-2 4-6 6-1 | Eric Peters Mrs J. Colegate            |               |                     |
| 30 maggio | Rot-Weiss Club Championships 1928 Berlino, Germania Singolare - Doppio                          | Elizabeth Ryan 6-3 6-3                                        | Toni Schomburgk                        |               |                     |
| 30 maggio | Rot-Weiss Club Championships 1928 Berlino, Germania Singolare - Doppio                          | Ilse Friedleben Elizabeth Ryan 6-0 6-2                        | Frl Ledig Toni Schomburgk              |               |                     |
| 30 maggio | Rot-Weiss Club Championships 1928 Berlino, Germania Singolare - Doppio                          | Doppio misto: Heinrich Kleinschroth Elizabeth Ryan 6-3 6-1    | Friedrich Frenz Ellen Hoffmann         |               |                     |

### Giugno
| Settimana | Torneo                                                                                            | Vincitore                                               | Finalista                               | Semifinalisti | Eliminati ai quarti |
| --------- | ------------------------------------------------------------------------------------------------- | ------------------------------------------------------- | --------------------------------------- | ------------- | ------------------- |
| 2 giugno  | Middlesex Championships 1928 Chiswick Park, Gran Bretagna Singolare - Doppio                      | Ermyntrude Harvey 6-1 6-3                               | Madge List                              |               |                     |
| 2 giugno  | Middlesex Championships 1928 Chiswick Park, Gran Bretagna Singolare - Doppio                      | Ermyntrude Harvey Peggy Saunders 0-6 6-4 7-5            | Phyllis Covell Dorothy Shepherd-Barron  |               |                     |
| 2 giugno  | Middlesex Championships 1928 Chiswick Park, Gran Bretagna Singolare - Doppio                      | Doppio misto: Cyril Eames Ermyntrude Harvey 6-4 6-4     | Leslie Godfree Phyllis Covell           |               |                     |
| 2 giugno  | New England Championships 1928 Hartford, USA Singolare - Doppio                                   | Marjorie Morrill Painter                                | Keller                                  |               |                     |
| 2 giugno  | New England Championships 1928 Hartford, USA Singolare - Doppio                                   |                                                         |                                         |               |                     |
| 4 giugno  | Northen Championships 1928 Liverpool, Gran Bretagna Singolare - Doppio                            | D.A. Shaw                                               | C. Beckingham                           |               |                     |
| 4 giugno  | Northen Championships 1928 Liverpool, Gran Bretagna Singolare - Doppio                            |                                                         |                                         |               |                     |
| 4 giugno  | North London Championships 1928 North London, Gran Bretagna Singolare - Doppio                    | Elizabeth Ryan 6-3 6-0                                  | Esna Boyd                               |               |                     |
| 4 giugno  | North London Championships 1928 North London, Gran Bretagna Singolare - Doppio                    | Joan Lycett Elizabeth Ryan 6-2 5-7 6-2                  | Daphne Akhurst Esna Boyd                |               |                     |
| 4 giugno  | North London Championships 1928 North London, Gran Bretagna Singolare - Doppio                    | Doppio misto: Edgar Moon Daphne Akhurst                 | Leslie Godfree Elizabeth Ryan           |               |                     |
| 4 giugno  | Internazionali di Francia 1928 Parigi, Francia Terra rossa Singolare - Doppio                     | Helen Wills 6-1, 6-2                                    | Eileen Bennett                          |               |                     |
| 4 giugno  | Internazionali di Francia 1928 Parigi, Francia Terra rossa Singolare - Doppio                     | Eileen Bennett Phoebe Holcroft Watson 6-0, 6-2          | Suzanne Deve Sylvia Lafaurie            |               |                     |
| 9 giugno  | Torneo di Saint George's Hill 1928 Weybridge, Gran Bretagna Singolare - Doppio                    | Peggy Saunders 6-4 6-4                                  | Ermyntrude Harvey                       |               |                     |
| 9 giugno  | Torneo di Saint George's Hill 1928 Weybridge, Gran Bretagna Singolare - Doppio                    | Phyllis Covell Dorothy Shepherd-Barron 3-6 6-3 6-4      | Ermyntrude Harvey Peggy Saunders        |               |                     |
| 9 giugno  | Torneo di Saint George's Hill 1928 Weybridge, Gran Bretagna Singolare - Doppio                    | Doppio misto: Pat Hughes E. Rose 3-6 6-3 6-4            | Patrick Spence Betty Nuthall            |               |                     |
| 10 giugno | Eastern Clay Court Championships 1928 Montclair, USA Terra rossa Singolare - Doppio               | Clara Greenspan 6-2 9-7                                 | Florence Sheldon                        |               |                     |
| 10 giugno | Eastern Clay Court Championships 1928 Montclair, USA Terra rossa Singolare - Doppio               |                                                         |                                         |               |                     |
| 16 giugno | West of England Championships 1928 Bristol, Gran Bretagna Singolare - Doppio                      | Phyllis Howkins Covell 7-5 6-1                          | Betty Dix                               |               |                     |
| 16 giugno | West of England Championships 1928 Bristol, Gran Bretagna Singolare - Doppio                      | Phyllis Covell Dorothy Shepherd-Barron 6-3 6-2          | Mrs Bridge Betty Dix                    |               |                     |
| 16 giugno | West of England Championships 1928 Bristol, Gran Bretagna Singolare - Doppio                      | Doppio misto: C. O'Callaghan Phyllis Covell 6-2 6-3     | Charles Scroope Dorothy Shepherd-Barron |               |                     |
| 16 giugno | Kent Championships 1928 Beckenham, Gran Bretagna Singolare - Doppio                               | Elizabeth Ryan 6-2 10-8                                 | Violet Chamberlain                      |               |                     |
| 16 giugno | Kent Championships 1928 Beckenham, Gran Bretagna Singolare - Doppio                               | Joan Lycett Elizabeth Ryan 6-2 4-6 6-1                  | E. Clarke Violet Chamberlain            |               |                     |
| 16 giugno | Kent Championships 1928 Beckenham, Gran Bretagna Singolare - Doppio                               | Doppio misto: Patrick Spence Elizabeth Ryan 6-3 5-7 8-6 | Eskel Andrews Daphne Akhurst            |               |                     |
| 16 giugno | Pennsylvania & Eastern States Championships 1928 Haverford, USA Singolare - Doppio                | Molly Thayer 7-5 7-5                                    | Anne Townsend                           |               |                     |
| 16 giugno | Pennsylvania & Eastern States Championships 1928 Haverford, USA Singolare - Doppio                | Molly Thayer Anne Townsed                               | Charlotte Chapin Mrs William Shedden    |               |                     |
| 17 giugno | Dutch International Championships 1928 Scheveningen, Paesi Bassi Singolare - Doppio               | Cornelia Bouman 2-6 6-4 6-2                             | Cilly Aussem                            |               |                     |
| 17 giugno | Dutch International Championships 1928 Scheveningen, Paesi Bassi Singolare - Doppio               | Cornelia Bouman Madzy Rollin-Couquerque 6-1 4-6 10-8    | Mary McIlquham Joan Ridley              |               |                     |
| 17 giugno | Dutch International Championships 1928 Scheveningen, Paesi Bassi Singolare - Doppio               | Doppio misto: Frank Hunter Cilly Aussem 8-6 6-3         | Ronald Boyd Margherita Canters          |               |                     |
| 17 giugno | Metropolitan Clay Court Championships 1928 University Heights, USA Terra rossa Singolare - Doppio | Marjorie Morrill Painter 6-1 6-0                        | Muhl                                    |               |                     |
| 17 giugno | Metropolitan Clay Court Championships 1928 University Heights, USA Terra rossa Singolare - Doppio | Mrs L. Gouverneur Mrs Bernard Stenz 6-3 6-1             | Mrs P. Hawk Marie Wagner                |               |                     |
| 18 giugno | Queen's Club Championships 1928 Londra, Gran Bretagna Erba Singolare - Doppio                     | Joan Ridley 4-6 6-1 6-0                                 | Helene Contostavlos                     |               |                     |
| 18 giugno | Queen's Club Championships 1928 Londra, Gran Bretagna Erba Singolare - Doppio                     | Eileen Bennett Ermyntrude Harvey 6-2 4-6 6-2            | E. Clarke Muriel Thomas                 |               |                     |
| 18 giugno | Queen's Club Championships 1928 Londra, Gran Bretagna Erba Singolare - Doppio                     | Doppio misto: Wilbur Coen Cilly Aussem 6-4 8-6          | Norman Brookes Paula von Reznieck       |               |                     |
| 25 giugno | Delaware State Championships 1928 Wilmington, USA Singolare - Doppio                              | Anne Townsend 6-2 7-5                                   | Dorothy Andrus                          |               |                     |
| 25 giugno | Delaware State Championships 1928 Wilmington, USA Singolare - Doppio                              |                                                         |                                         |               |                     |

### Luglio
| Settimana | Torneo | Vincitore                                               | Finalista                         | Semifinalisti | Eliminati ai quarti |
| --------- | --- | ------------------------------------------------------- | --------------------------------- | ------------- | ------------------- |
| 1º luglio | Pacific Coast Championships 1928 Berkeley, USA Singolare - Doppio                                                    | Edith Cross 8-6 6-2                                     | Anne Harper                       |               |                     |
| 1º luglio | Pacific Coast Championships 1928 Berkeley, USA Singolare - Doppio                                                    |                                                         |                                   |               |                     |
| 1º luglio | Apawanis Womens Invitational 1928 Rye, USA Singolare - Doppio                                                        | Helen Gilleaudeau 6-4 2-6 6-3                           | Marjorie Morrill Painter          |               |                     |
| 1º luglio | Apawanis Womens Invitational 1928 Rye, USA Singolare - Doppio                                                        |                                                         |                                   |               |                     |
| 6 luglio  | Torneo di Wimbledon 1928 Londra, Gran Bretagna Erba Singolare - Doppio                                               | Helen Wills 6-2, 6-3                                    | Lilí de Álvarez                   |               |                     |
| 6 luglio  | Torneo di Wimbledon 1928 Londra, Gran Bretagna Erba Singolare - Doppio                                               | Phoebe Holcroft Watson Peggy Saunders 6-2, 6-3          | Eileen Bennett Ermyntrude Harvey  |               |                     |
| 7 luglio  | Womens National Golf & Tennis Club Tournament 1928 (Nassau Bowl) Glen Head, USA Singolare - Doppio                   | Virginia Hilleary 6-2 6-3                               | Dorothy Andrus                    |               |                     |
| 7 luglio  | Womens National Golf & Tennis Club Tournament 1928 (Nassau Bowl) Glen Head, USA Singolare - Doppio                   | Dorothy Andrus Virginia Hilleary 7-5 6-1                | Eleanor Goss Mrs C. Hitchcock     |               |                     |
| 10 luglio | Welsh Championships 1928 Newport, Gran Bretagna Singolare - Doppio                                                   | Eleanor Rose 6-3 6-3                                    | Effie Hemmant                     |               |                     |
| 10 luglio | Welsh Championships 1928 Newport, Gran Bretagna Singolare - Doppio                                                   | Joan Ridley Gwen Sterry 3-6 6-3 7-5                     | Mrs Hudleston Ruth Watson         |               |                     |
| 10 luglio | Welsh Championships 1928 Newport, Gran Bretagna Singolare - Doppio                                                   | Doppio misto: Harry Lee Joan Ridley 6-4 4-6 6-0         | Noel Holmes Gwen Sterry           |               |                     |
| 14 luglio | Midland Counties Championships 1928 Edgbaston, Gran Bretagna Singolare - Doppio                                      | Naomi Trentham 3-6 9-7 9-7                              | Gwen Sterry                       |               |                     |
| 14 luglio | Midland Counties Championships 1928 Edgbaston, Gran Bretagna Singolare - Doppio                                      | Mary McIlquham Dorothy Round 3-6 6-4 6-2                | Joan Fry Gwen Sterry              |               |                     |
| 14 luglio | Midland Counties Championships 1928 Edgbaston, Gran Bretagna Singolare - Doppio                                      | Doppio misto: Jack Hillyard Joan Fry 6-3 6-4            | W. Radcliffe Mary McIlquham       |               |                     |
| 16 luglio | Tri-State Championships 1928 Cincinnati, USA Singolare - Doppio                                                      | Marjorie Van Ryn 6-4 6-4                                | Clara Zinke                       |               |                     |
| 16 luglio | Tri-State Championships 1928 Cincinnati, USA Singolare - Doppio                                                      | Clara Louise Zinke Ruth Oexman 6-0, 7-5                 | Ruth Riese Betty Duffy            |               |                     |
| 16 luglio | Irish Championships 1928 Dublino, Irlanda Singolare - Doppio                                                         | Phoebe Blair-White 6-1 1-6 8-6                          | Hilda Wallis                      |               |                     |
| 16 luglio | Irish Championships 1928 Dublino, Irlanda Singolare - Doppio                                                         | Phoebe Blair-White P Fleming 7-5 6-4                    | F Pearson Hilda Wallis            |               |                     |
| 16 luglio | Irish Championships 1928 Dublino, Irlanda Singolare - Doppio                                                         | Doppio misto: A Dudley Pitt P Fleming 6-0 6-3           | Louis Meldon Miss Clayton         |               |                     |
| 16 luglio | Torneo di Warwick 1928 Warwick, Gran Bretagna Singolare - Doppio                                                     | Dorothy Round                                           | E.J. Brown                        |               |                     |
| 16 luglio | Torneo di Warwick 1928 Warwick, Gran Bretagna Singolare - Doppio                                                     |                                                         |                                   |               |                     |
| 19 luglio | Northern New Jersey Championships 1928 (Women's Northern New Jersey Championships) Westfield, USA Singolare - Doppio | Clara Greenspan 6-3 6-4                                 | Charlotte Miller                  |               |                     |
| 19 luglio | Northern New Jersey Championships 1928 (Women's Northern New Jersey Championships) Westfield, USA Singolare - Doppio | Clara Greenspan Charlotte Miller 7-5 7-5                | Mrs A. Deane Mrs T. Johnson       |               |                     |
| 21 luglio | Torneo di Frinton-on-Sea 1928 Frinton-on-Sea, Gran Bretagna Singolare - Doppio                                       | Ermyntrude Harvey 7-5 6-2                               | Eileen Bennett                    |               |                     |
| 21 luglio | Torneo di Frinton-on-Sea 1928 Frinton-on-Sea, Gran Bretagna Singolare - Doppio                                       | Eileen Bennett Ermyntrude Harvey 6-2 6-2                | Betty Boas Evelyn Jones           |               |                     |
| 21 luglio | Torneo di Frinton-on-Sea 1928 Frinton-on-Sea, Gran Bretagna Singolare - Doppio                                       | Doppio misto: G.M. Wilson Ermyntrude Harvey 3-6 6-3 6-3 | J.H. Frowen Evelyn Jones          |               |                     |
| 21 luglio | Scottish Championships 1928 Edimburgo, Gran Bretagna Singolare - Doppio                                              | Joan Ridley 6-2 6-3                                     | Gwen Sterry                       |               |                     |
| 21 luglio | Scottish Championships 1928 Edimburgo, Gran Bretagna Singolare - Doppio                                              | Joan Ridley Gwen Sterry 3-6 6-3 7-5                     | Mrs Hudleston Ruth Watson         |               |                     |
| 21 luglio | Scottish Championships 1928 Edimburgo, Gran Bretagna Singolare - Doppio                                              | Doppio misto: Harry Lee Joan Ridley 6-4 4-6 6-0         | Noel Holmes Gwen Sterry           |               |                     |
| 21 luglio | Nottinghamshire Championships 1928 Nottingham, Gran Bretagna Singolare - Doppio                                      | Geraldine Beamish 6-4 6-3                               | Betty Dix                         |               |                     |
| 21 luglio | Nottinghamshire Championships 1928 Nottingham, Gran Bretagna Singolare - Doppio                                      | E. Foster Betty Nuthall 5-7 6-1 12-10                   | Geraldine Beamish Betty Dix       |               |                     |
| 21 luglio | Nottinghamshire Championships 1928 Nottingham, Gran Bretagna Singolare - Doppio                                      | Doppio misto: Patrick Spence Betty Nuthall              | R.C. Wackett Geraldine Beamish    |               |                     |
| 22 luglio | Düsseldorf Championships 1928 Düsseldorf, Germania Terra rossa Singolare - Doppio                                    | Cilly Aussem 6-2 6-3                                    | Elizabeth Ryan                    |               |                     |
| 22 luglio | Düsseldorf Championships 1928 Düsseldorf, Germania Terra rossa Singolare - Doppio                                    | Cilly Aussem Elizabeth Ryan 6-1 6-3                     | Ilse Friedleben Ann Peitz         |               |                     |
| 22 luglio | Düsseldorf Championships 1928 Düsseldorf, Germania Terra rossa Singolare - Doppio                                    | Doppio misto: Ronald Boyd Elizabeth Ryan 2-6 6-4 6-3    | Jean Borotra Cilly Aussem         |               |                     |
| 22 luglio | Longwood Bowl 1928 Brookline, USA Singolare - Doppio                                                                 | Eleanor Goss 3-6 6-1 6-4                                | Elizabeth Corbiere                |               |                     |
| 22 luglio | Longwood Bowl 1928 Brookline, USA Singolare - Doppio                                                                 | Eleanor Goss Anne Harper 6-2 7-5                        | Elizabeth Corbiere Ellia Endicott |               |                     |
| 27 luglio | Essex County Championships 1928 Manchester, USA Singolare - Doppio                                                   | Helen Wills 6-1 6-3                                     | Edith Cross                       |               |                     |
| 27 luglio | Essex County Championships 1928 Manchester, USA Singolare - Doppio                                                   |                                                         |                                   |               |                     |
| 30 luglio | Torneo di Pforzheim 1928 Pforzheim, Germania Terra rossa Singolare - Doppio                                          | Elizabeth Ryan 6-0 6-4                                  | Ilse Friedleben                   |               |                     |
| 30 luglio | Torneo di Pforzheim 1928 Pforzheim, Germania Terra rossa Singolare - Doppio                                          | Susan Partridge Elizabeth Ryan 12-10 6-2                | Ilse Friedleben Irmgard Rost      |               |                     |
| 30 luglio | Torneo di Pforzheim 1928 Pforzheim, Germania Terra rossa Singolare - Doppio                                          | Doppio misto: Erik Worm Elizabeth Ryan 6-3 7-5          | P. Buss Ilse Friedleben           |               |                     |
| 30 luglio | New York State Championships 1928 Rye, USA Singolare - Doppio                                                        | Clara Greenspan 6-4 8-6                                 | Charlotte Miller                  |               |                     |
| 30 luglio | New York State Championships 1928 Rye, USA Singolare - Doppio                                                        |                                                         |                                   |               |                     |

### Agosto
| Settimana | Torneo                                                                            | Vincitore                                                        | Finalista                              | Semifinalisti | Eliminati ai quarti |
| --------- | --------------------------------------------------------------------------------- | ---------------------------------------------------------------- | -------------------------------------- | ------------- | ------------------- |
| agosto    | River Plate Championships 1928 Buenos Aires, Argentina Singolare - Doppio         | Maria-Elena Bushell 7-5 6-4                                      | P. Guisti                              |               |                     |
| agosto    | River Plate Championships 1928 Buenos Aires, Argentina Singolare - Doppio         | Ines Anderson Agnes Turnbull de MacKinnon 6-4 6-2                | Mrs Pinedo Maria Turnbull de Rendtorff |               |                     |
| agosto    | River Plate Championships 1928 Buenos Aires, Argentina Singolare - Doppio         | Doppio misto: Enrique Obarrio Analia Obarrio de Aguirre 6-4 6-4  | Francisco Bryans Mrs Taylor            |               |                     |
| 4 agosto  | Seabright Invitational 1928 Seabright, USA Erba Singolare - Doppio                | Helen Jacobs 9-7 6-3                                             | Marjorie Van Ryn                       |               |                     |
| 4 agosto  | Seabright Invitational 1928 Seabright, USA Erba Singolare - Doppio                | Alice Francis Marjorie Morrill 6-0 7-9 7-5                       | Charlotte Chapin Midge Gladman         |               |                     |
| 4 agosto  | Seabright Invitational 1928 Seabright, USA Erba Singolare - Doppio                | Doppio misto: Richard Berkeley Bell Marjorie Morrill 6-2 5-7 6-3 | Louis Thalheimer Midge Gladman         |               |                     |
| 6 agosto  | German Championships 1928 Amburgo, Germania Singolare - Doppio                    | Daphne Akhurst 2-6 6-0 6-4                                       | Cilly Aussem                           |               |                     |
| 6 agosto  | German Championships 1928 Amburgo, Germania Singolare - Doppio                    | Daphne Akhurst Esna Boyd 7-5 8-6                                 | Elsie Goldsack Phoebe Holcroft-Watson  |               |                     |
| 6 agosto  | German Championships 1928 Amburgo, Germania Singolare - Doppio                    | Doppio misto: Ronald Boyd Cilly Aussem 7-5 6-4                   | Edgar Moon Daphne Akhurst              |               |                     |
| 11 agosto | Hampshire Championships 1928 Bournemouth, Gran Bretagna Singolare - Doppio        | Joan Ridley 6-3 6-3                                              | Violet Chamberlain                     |               |                     |
| 11 agosto | Hampshire Championships 1928 Bournemouth, Gran Bretagna Singolare - Doppio        | Phyllis Covell Dorothy Shepherd-Barron 6-3 6-3                   | Mrs Clayton Joan Ridley                |               |                     |
| 11 agosto | Hampshire Championships 1928 Bournemouth, Gran Bretagna Singolare - Doppio        | Doppio misto: H.K. Lester M. Morton 7-5 6-2                      | John Wheatley Joan Ridley              |               |                     |
| 11 agosto | Maidstone Invitational 1928 East Hampton, USA Singolare - Doppio                  | Helen Wills 6-2 6-1                                              | Helen Jacobs                           |               |                     |
| 11 agosto | Maidstone Invitational 1928 East Hampton, USA Singolare - Doppio                  | Penelope Anderson Helen Wills 9-11 6-2 6-1                       | Sarah Palfrey Hazel Wightman           |               |                     |
| 17 agosto | Eastern Grass Court Championships 1928 Rye, USA Singolare - Doppio                | May Bundy 4-6 7-5 6-4                                            | Charlotte Hosmer Chapin                |               |                     |
| 17 agosto | Eastern Grass Court Championships 1928 Rye, USA Singolare - Doppio                | Charlotte Hosmer Chapin Marjorie Gladman                         | Penelope Anderson Helene Falk          |               |                     |
| 18 agosto | Queensland Championships 1928 Brisbane, Australia Singolare - Doppio              | Marjorie Cox Crawford 6-3 6-3                                    | Margaret Molesworth                    |               |                     |
| 18 agosto | Queensland Championships 1928 Brisbane, Australia Singolare - Doppio              | Emily Hood Mall Molesworth 7-5 6-8 8-6                           | Marjorie Cox Gwynneth Waterhouse       |               |                     |
| 18 agosto | Queensland Championships 1928 Brisbane, Australia Singolare - Doppio              | Doppio misto: Jack Willard Marjorie Cox 6-2 6-4                  | Francis Kalms Gwynneth Waterhouse      |               |                     |
| 25 agosto | North of England Championships 1928 Scarborough, Gran Bretagna Singolare - Doppio | Dorothy Shephard 6-2 6-3                                         | Claire Beckingham                      |               |                     |
| 25 agosto | North of England Championships 1928 Scarborough, Gran Bretagna Singolare - Doppio | Elsie Goldsack Dorothy Shaw 7-5 6-1                              | Joan Fry Betty Nuthall                 |               |                     |
| 25 agosto | North of England Championships 1928 Scarborough, Gran Bretagna Singolare - Doppio | Doppio misto: H.K. Lester Dorothy Shepherd-Barron walkover       | Randolph Lycett Joan Lycett            |               |                     |
| 27 agosto | U.S. National Championships 1928 New York, USA Erba Singolare - Doppio            | Helen Wills 6-2, 6-1                                             | Helen Jacobs                           |               |                     |
| 27 agosto | U.S. National Championships 1928 New York, USA Erba Singolare - Doppio            | Hazel Hotchkiss Helen Wills 6-2, 6-2                             | Edith Cross Anna McCune Harper         |               |                     |
| 28 agosto | Torneo di Deauville 1928 Deauville, Francia Singolare - Doppio                    | Simonne Mathieu 6-2 6-4                                          | Helene Nicolopoulo                     |               |                     |
| 28 agosto | Torneo di Deauville 1928 Deauville, Francia Singolare - Doppio                    | Yvonne Bourgeois Sylvia Lafaurie 6-0 6-1                         | L. Huchez Y. Huchez                    |               |                     |
| 28 agosto | Torneo di Deauville 1928 Deauville, Francia Singolare - Doppio                    | Doppio misto: Raymond Rodel Simonne Mathieu 4-6 6-4 6-4          | C. Henrotin Sylvia Lafaurie            |               |                     |

### Settembre
| Settimana    | Torneo                                                                                        | Vincitore                                                      | Finalista                         | Semifinalisti | Eliminati ai quarti |
| ------------ | --------------------------------------------------------------------------------------------- | -------------------------------------------------------------- | --------------------------------- | ------------- | ------------------- |
| 3 settembre  | Le Touquet First Meeting 1928 Le Touquet, Francia Singolare - Doppio                          | Lilí de Álvarez 6-0 6-3                                        | Elizabeth Ryan                    |               |                     |
| 3 settembre  | Le Touquet First Meeting 1928 Le Touquet, Francia Singolare - Doppio                          | Lilí de Álvarez Elizabeth Ryan 6-0 6-0                         | Ida Adamoff M. Villier            |               |                     |
| 3 settembre  | Le Touquet First Meeting 1928 Le Touquet, Francia Singolare - Doppio                          | Doppio misto: Andre Aron Lilí de Álvarez 6-3 6-3               | G.R. Westmacott Elizabeth Ryan    |               |                     |
| 8 settembre  | Middle States Championships 1928 Filadelfia, USA Singolare - Doppio                           | Molla Bjurstedt 6-3 11-9                                       | Hazel Wightman                    |               |                     |
| 8 settembre  | Middle States Championships 1928 Filadelfia, USA Singolare - Doppio                           | Molla Mallory Molly Thayer 12-10 6-1                           | Dorothy Andrus Virginia Hilleary  |               |                     |
| 15 settembre | South of England Championships 1928 Eastbourne, Gran Bretagna Singolare - Doppio              | Phoebe Holcroft Watson 6-1 6-2                                 | Phyllis Covell                    |               |                     |
| 15 settembre | South of England Championships 1928 Eastbourne, Gran Bretagna Singolare - Doppio              | Phyllis Covell Dorothy Shepherd-Barron 6-3 6-0                 | Elsie Goldsack Joan Ridley        |               |                     |
| 15 settembre | South of England Championships 1928 Eastbourne, Gran Bretagna Singolare - Doppio              | Doppio misto: Gordon Crole-Rees Phoebe Holcroft-Watson 6-1 6-1 | Stanley Harris Joan Ridley        |               |                     |
| 24 settembre | Ardsley Tennis Championships 1928 Ardsley, USA Singolare - Doppio                             | Clara Greenspan 2-6 6-3 6-4                                    | Alice Francis                     |               |                     |
| 24 settembre | Ardsley Tennis Championships 1928 Ardsley, USA Singolare - Doppio                             |                                                                |                                   |               |                     |
| 24 settembre | Gleneagles Hard Court Championships 1928 Gleneagles, Gran Bretagna Cemento Singolare - Doppio | Esna Boyd 9-7 6-4                                              | Betty Nuthall                     |               |                     |
| 24 settembre | Gleneagles Hard Court Championships 1928 Gleneagles, Gran Bretagna Cemento Singolare - Doppio | Phoebe Holcroft-Watson Betty Nuthall 10-8 6-0                  | Esna Boyd Dorothy Shepherd-Barron |               |                     |
| 24 settembre | Gleneagles Hard Court Championships 1928 Gleneagles, Gran Bretagna Cemento Singolare - Doppio | Doppio misto: Gordon Crole-Rees Betty Nuthall 6-2 6-3          | John Olliff Esna Boyd             |               |                     |

### Ottobre
| Settimana  | Torneo                                                                              | Vincitore                                                          | Finalista                    | Semifinalisti | Eliminati ai quarti |
| ---------- | ----------------------------------------------------------------------------------- | ------------------------------------------------------------------ | ---------------------------- | ------------- | ------------------- |
| 6 ottobre  | Torneo di Bronxville 1928 Bronxville, USA Singolare - Doppio                        | Mrs Bernard Stenz 6-4 6-2                                          | Clara Greenspan              |               |                     |
| 6 ottobre  | Torneo di Bronxville 1928 Bronxville, USA Singolare - Doppio                        |                                                                    |                              |               |                     |
| 8 ottobre  | Pacific Southwest Championships 1928 Los Angeles, USA Singolare - Doppio            | May Sutton 6-1 6-2                                                 | Midge Gladman                |               |                     |
| 8 ottobre  | Pacific Southwest Championships 1928 Los Angeles, USA Singolare - Doppio            | May Sutton Charlotte Chapin 6-3 6-2                                | Ethel Burkhardt Anne Harper  |               |                     |
| 8 ottobre  | Pacific Southwest Championships 1928 Los Angeles, USA Singolare - Doppio            | Doppio misto: Christian Boussus Anne Harper 6-2 6-2                | John Van Ryn Midge Gladman   |               |                     |
| 9 ottobre  | Newcastle Hard Court Championships 1928 Newcastle, Gran Bretagna Singolare - Doppio | Joan Fry 6-4 6-0                                                   | Claire Beckingham            |               |                     |
| 9 ottobre  | Newcastle Hard Court Championships 1928 Newcastle, Gran Bretagna Singolare - Doppio | Betty Dix Joan Fry 4-6 6-3 6-1                                     | Mary Davies Naomi Trentham   |               |                     |
| 9 ottobre  | Newcastle Hard Court Championships 1928 Newcastle, Gran Bretagna Singolare - Doppio | Doppio misto: Gordon Crole-Rees Mary Davies 8-8 (titolo condiviso) | Eskel Andrews Naomi Trentham |               |                     |
| 21 ottobre | British Covered Court Championships 1928 Londra, Gran Bretagna Singolare - Doppio   | Kitty McKane 6-1 6-2                                               | Eileen Bennett               |               |                     |
| 21 ottobre | British Covered Court Championships 1928 Londra, Gran Bretagna Singolare - Doppio   | Doppio femminile non disputato                                     |                              |               |                     |
| 21 ottobre | British Covered Court Championships 1928 Londra, Gran Bretagna Singolare - Doppio   | Doppio misto: Gordon Crole-Rees Peggy Michell 6-3 6-3              | John Wheatley Eileen Bennett |               |                     |

### Novembre
| Settimana | Torneo                                                                  | Vincitore                                        | Finalista                  | Semifinalisti | Eliminati ai quarti |
| --------- | ----------------------------------------------------------------------- | ------------------------------------------------ | -------------------------- | ------------- | ------------------- |
| novembre  | New South Wales Championships 1928 Sydney, Australia Singolare - Doppio | Sylvia Lance 6-4, 6-4                            | Marjorie Cox Crawford      |               |                     |
| novembre  | New South Wales Championships 1928 Sydney, Australia Singolare - Doppio | Sylvia Harper Gladys Toyne 8-6, 6-3              | Floris Conway Marjorie Cox |               |                     |
| novembre  | New South Wales Championships 1928 Sydney, Australia Singolare - Doppio | Doppio misto: Norman Peach Sylvia Harper 6-1 6-1 | Jack Willard Marjorie Cox  |               |                     |

### Dicembre
| Settimana   | Torneo                                                                    | Vincitore                                         | Finalista                          | Semifinalisti | Eliminati ai quarti |
| ----------- | ------------------------------------------------------------------------- | ------------------------------------------------- | ---------------------------------- | ------------- | ------------------- |
| 10 dicembre | Victorian Championships 1928 Melbourne, Australia Singolare - Doppio      | Marjorie Cox Crawford 6-8 6-1 7-5                 | Sylvia Lance                       |               |                     |
| 10 dicembre | Victorian Championships 1928 Melbourne, Australia Singolare - Doppio      | Floris Conway Marjorie Cox 6-2 6-2                | Kath Le Mesurier Mercer            |               |                     |
| 10 dicembre | Victorian Championships 1928 Melbourne, Australia Singolare - Doppio      | Doppio misto: Jack Willard Marjorie Cox 8-6 7-5   | Schlesinger Sylvia Harper          |               |                     |
| 27 dicembre | Beausite Championships 1928 Cannes, Francia Singolare - Doppio            | Sylvia Lafaurie 6-1 6-0                           | Sylvia Lafaurie                    |               |                     |
| 27 dicembre | Beausite Championships 1928 Cannes, Francia Singolare - Doppio            | Esna Boyd Phyllis Satterthwaite 6-4 6-1           | Sylvia Lafaurie Mme Taunay         |               |                     |
| 27 dicembre | Beausite Championships 1928 Cannes, Francia Singolare - Doppio            | Doppio misto: Sylvia Lafaurie F.R. Scovel 6-4 6-0 | Edith Petchell Charles Aeschlimann |               |                     |
| 28 dicembre | New Zealand Championships 1928 Auckland, Nuova Zelanda Singolare - Doppio | May Speirs 6-1 6-2                                | B. Knight                          |               |                     |
| 28 dicembre | New Zealand Championships 1928 Auckland, Nuova Zelanda Singolare - Doppio | May Speirs M. Wake 6-2 4-6 8-6                    | Mrs R. Adams M. Tracy              |               |                     |
| 28 dicembre | New Zealand Championships 1928 Auckland, Nuova Zelanda Singolare - Doppio | Doppio misto: May Speirs Charles Angas 6-4 7-5    | M. Tracy Camille Malfroy           |               |                     |

### Senza data
| Settimana | Torneo                                                   | Vincitore  | Finalista                 | Semifinalisti | Eliminati ai quarti |
| --------- | -------------------------------------------------------- | ---------- | ------------------------- | ------------- | ------------------- |
|           | Torneo di La Jolla 1928 La Jolla, USA Singolare - Doppio | May Sutton | non conosciuta (bandiera) |               |                     |
|           | Torneo di La Jolla 1928 La Jolla, USA Singolare - Doppio |            |                           |               |                     |